# José Sobejano Ayala
José Sobejano Ayala (Cintruénigo, 16 de diciembre de 1791 - Madrid, 14 de septiembre de 1857) fue un organista y compositor español.

## Vida
Desde los cinco años estudió con su padre, de familia de hidalgos venidos a menos, y a los doce años hizo oposiciones a la plaza de organista de la iglesia de la Santa Cruz de Campon, logrando el segundo puesto entre nueve opositores. Regresó a casa para continuar con sus estudios y dos años más tarde se presentó a las oposiciones a la organistía de la Catedral de Pamplona. No había conseguido el permiso de su padre, por lo que salió furtivamente, dejando una carta escrita para la familia. El tribunal le concedió la organistía por unanimidad en 1805. En Pamplona se casó con Silvestra Ervitio, con quien tuvo varios hijos, entre ellos José, también compositor.
Durante la guerra de la independencia se alistó en el ejército del general Espoz y Mina, donde fue el director de las bandas de música de la división. Al parecer, trabó amistad con Espoz y Mina, que le ofreció una graduación en el ejército. Sobejano rechazó las propuestas, para regresar tras la guerra a su organistía en Pamplona. Allí es posible que fuese maestro de Juan Crisóstomo Arriaga.
Permaneció en Pamplona hasta 1815, cuando pasó a Bilbao, donde ganó las oposiciones a la organistía de la Colegiata. Permaneció cinco años en el cargo y en 1820 se trasladó como organista a la Catedral de León. Solo estuvo tres años en el cargo, ya que, al igual que el maestro de capilla, Juan Bros, fueron expulsados de sus cargos por sus opiniones liberales.
José Sobejano se trasladó a Madrid en 1823, donde trabajó de profesor de música particular, donde entró en contacto con las casas principales de la nobleza de la corte. El 1 de septiembre de 1827 fue nombrado maestro de piano del Real Seminario de Nobles, dirigido por lo jesuitas. Fue contratado a pesar de haber informado a los responsables de su expulsión de León por sus opiniones liberales. Dos semanas más tarde, el día 14 era nombrado organista de la Real Capilla de San Isidro de Madrid por el rey Fernando VII. En Madrid fue maestro de José Antonio de Campos y Gutiérrez, compositor y primer violonchelo de la Real Capilla.
En 1846 fallecía su segunda esposa y el músico decidió retirarse de la vida artística. En 1855, regresó de un paseo a su casa para encontrar que habían asesinado a una anciana servidora en su casa y le habían robado toda su fortuna. Sobejano tuvo que volver al trabajo, a enseñar música a pesar de su edad y los achaques. Fallecía dos años después en Madrid, el 14 de septiembre de 1857.

## Obra
Sobejano publicó Lecciones Metódico-Progresivas de Forte-piano. El Adam Español (Bartolomé Wirmbs, 1826) en tres volúmenes, un método para aprender a tocar el piano. Están modelados según el método de Jean-Louis Adam, profesor de piano del Conservatorio de París, que escribió el Méthode Nouvelle pour le Piano (París, 1802). Los volúmenes se escribieron siguiendo el nivel de dificultad, según los alumnos van aprendiendo. Así, el primer libro enseña la posición de las manos y el uso de los dedos; el segundo es una serie de arpegios y tiene variaciones progresivas de un tema, con pequeñas obras sencillas de compositores como Albéniz, Arriaga, Carnicer, Codina y García. El tercer volumen contiene veinticuatro preludios. Sobejano también es autor de un Método de solfeo de 130 páginas, también dividido en tres cuadernos.
El estilo de Sobejano se inscribe dentro de una corriente protorromántica del piano-forte, más conservador, que se enfrente al estilo más romántico que rompe con la tradición anterior e introduce el repertorio romántico europeo. Dentro de la corriente más conservadora, formada por compositores de formación religiosa, se encuentran, además de Sobejano, Nicolás Ledesma, Eugenio Gómez y Román Jimeno.
No se conservan muchas composiciones de Sobejano. Entre ellas, se conservan dos misas, Las siete palabras y Misa de difuntos; Réquiem, y varias conciones: El despecho, El retrato de Isabela, Filis cantando, La despedida y Me preguntó la Pepa. Existen noticias de la composición de muchas otras obras, aparte de su música sacra, pero todas desaparecidas.